# The Iceman Hummeth
The Iceman Hummeth  è un cortometraggio di 4 minuti del 1986, prodotto da David Letterman e scritto e diretto dal attore Michael J. Fox nell'ambito del suo Film Festival trasmesso durante il suo Late Show e col comico canadese Howie Mandel in un ruolo extra non accreditato. Il corto ancora oggi si può trovare su Internet ed è incentrato su una sera in un campo di hockey e i preparativi prima della partita.

## Trama
Una sera durante una partita di hockey si trasforma in una occasione per far divertire il pubblico con varie trovate comiche ed simpatiche, come anche uno scontro tra la squadra di hockey che deve giocare e un'orchestra sinfonica

## Produzione
Il film è un cortometraggio comico diretto, scritto, prodotto e interpretato dalla giovane star emergente Michael J. Fox, reduce dal successo della sua interpretazione del giovane Marty McFly nel film dell'anno prima Ritorno al Futuro. Il corto contiene anche un cameo del comico canadese Howie Mandel, popolare a quei tempi per i suoi ruoli da doppiatore e per il suo lavoro da comico nei migliori stage internazionali.